# Цветаев, Вячеслав Дмитриевич
Вячесла́в Дми́триевич Цвета́ев (5 (17) января 1893, Малоархангельск — 11 августа 1950, Москва) — советский военачальник, командующий армиями в Великой Отечественной войне, Герой Советского Союза (06.04.1945), генерал-полковник (1943).

## Молодость и Первая мировая война

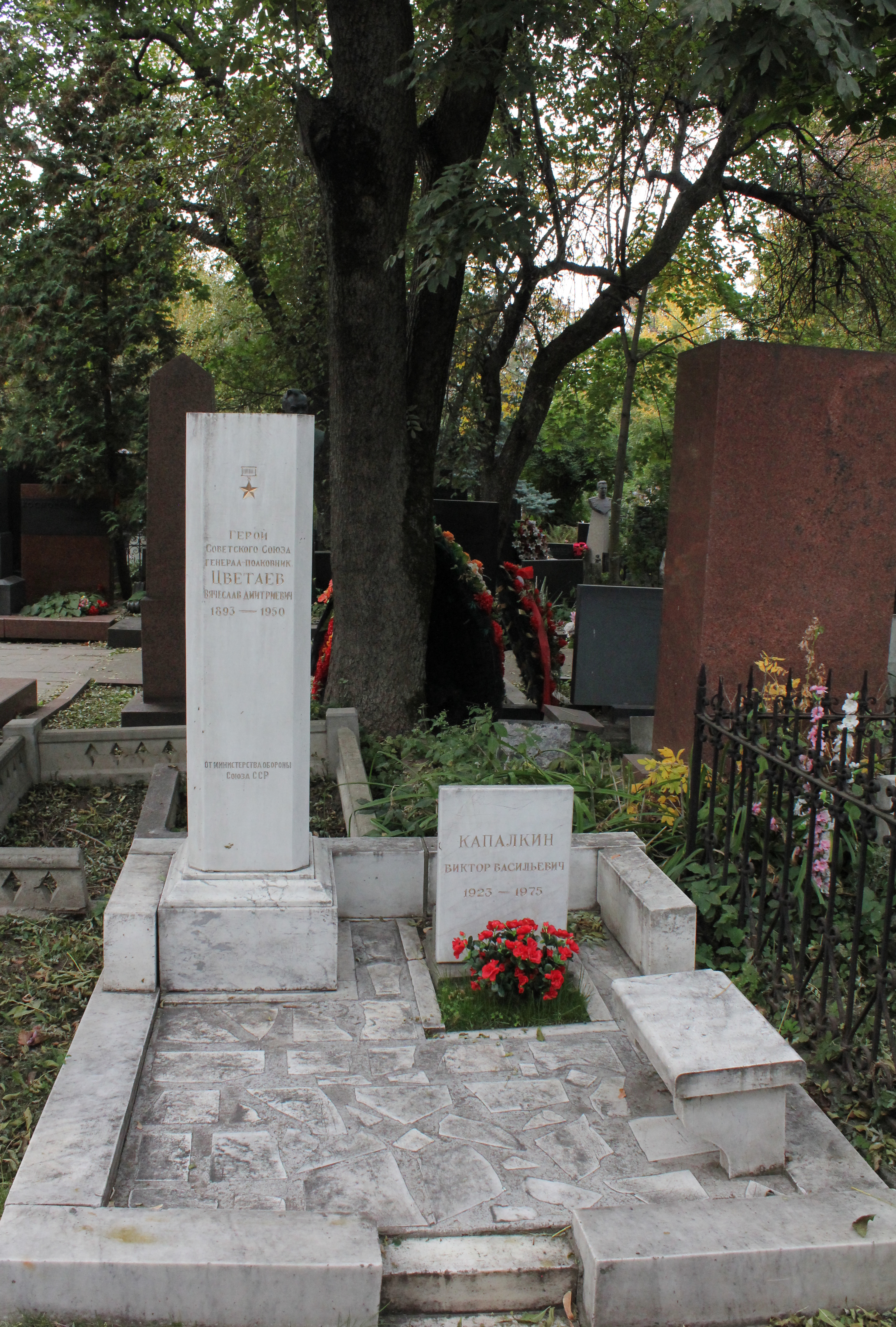
Могила Цветаева на Новодевичьем кладбище Москвы

Вячеслав Дмитриевич Цветаев родился 17 января 1893 года в городе Малоархангельске ныне Орловской области в семье железнодорожника. Русский. В 1910 году окончил школу, с 1910 по 1914 годы учился в Тульском среднем техническом училище.
С октября 1914 года в Русской Императорской армии. Зачислен рядовым в 203-й пехотный запасный батальон в Орле. В 1916 году окончил Тифлисскую школу прапорщиков, затем назначен младшим офицером и командиром роты в Екатериноградский отдельный пехотный батальон. С августа 1916 года участвовал в боях на Кавказском фронте Первой мировой войны, куда был направлен этот батальон. После Февральской революции 1917 года служил младшим офицером в управлении корпусного инженера 6-го Кавказского армейского корпуса, командиром батальона. За отвагу в боях награждён двумя орденами, досрочно произведён в поручики.
После Великой Октябрьской социалистической революции, в январе 1918 года демобилизован. Поселился в Москве, работал на Пресненском машиностроительном заводе.

## Гражданская война
В мае 1918 года вступил в ряды Красной Армии, доброволец. Был назначен командиром роты 4-го Московского Советского полка, с которым вскоре убыл на фронты Гражданской войны. Первые два года войны воевал на Северном фронте под Архангельском, с августа 1918 года командовал отдельной ротой и отдельным батальоном. С ноября 1918 года — командир Печорского стрелкового полка. В январе 1919 года в ходе Шенкурской операции командовал партизанской группой Северного фронта, действовавшей в тылу неприятеля. С апреля 1919 – командующий вооружёнными силами Кай-Чердынского района, а с июля того же года – командующий войсками Пинего-Печорского края Северного фронта. В августе 1919 года из войск Мезенского, Пинежского и Котласского районов на Северном фронте была сформирована 54-я стрелковая дивизия, командовать которой в декабре того же года был назначен В. Д. Цветаев. В 1919 году дивизия в составе 6-й армии вела боевые действия на реках Северная Двина и Пинега, в январе-феврале 1920 года участвовала в освобождении Холмогор и Архангельска, в апреле 1920 года передана в 7-ю армию и воевала против финской армии между Ладожским и Онежским озёрами. В июне 1920 года дивизию перебросили в 15-ю армию Западного фронта и участвовала в советско-польской войне. В августе 1920 года во время контрнаступления польских войск дивизия была оттеснена к границам Восточной Пруссии, перешла её и там была интернирована. В 1921 году возвращён в РСФСР.
В мае 1918 года вступил в РКП(б), но при отступлении в Польше в сентябре 1920 года уничтожил при угрозе плена свой партбилет, в связи с чем выбыл из коммунистической партии.

## Межвоенное время и репрессии
После возвращения в 1921 году Цветаев был назначен командиром 204-й отдельной бригады войск внутренней службы (ВНУС) в Петроградском военном округе. В 1922 году окончил Военно-академические курсы комсостава РККА. В августе 1922 года назначен помощником командира 10-й стрелковой дивизии Петроградского ВО. С ноября того же года — командир 56-й Московской стрелковой дивизии Петроградского (с 1924 года – Ленинградского) военного округа.
В ноябре 1926 года переведён в Среднеазиатский военный округ командиром 3-й Туркестанской стрелковой дивизии. В 1927 году окончил курсы усовершенствования высшего начсостава при Военной академии РККА имени М. В. Фрунзе. В ноябре 1929 года назначен командиром 2-й Туркестанской стрелковой дивизии. Пять лет участвовал в боях с басмачами в Южном Туркестане. С 1931 года — старший преподаватель кафедры общей тактики Военной академии РККА имени М. В. Фрунзе. В феврале 1937 года назначен командиром 57-й Уральской стрелковой дивизии в Забайкальском военном округе.
5 июля 1938 года арестован сотрудниками особого отдела Забайкальского военного округа, обвинялся «в шпионской деятельности» в пользу Германии. Заключён в Читинскую тюрьму, подвергался пыткам: инсценировка расстрела, лишение сна, избиения, допросы продолжались непрерывно до 7 суток. Обвинение ему было предъявлено 15 июля 1938 года в совершении преступлений, предусмотренных ст. 58-1 «б», 58-7, 58-8, 58-9, 58-11 УК РСФСР. 30 апреля 1939 года под пытками подписал признательные показания, что является агентом германской разведки, а также участником военно-троцкистской организации, в которую был завербован в 1937 году командующим войсками Забайкальского ВО комкором И. К. Грязновым. Однако спустя некоторое время от этих показаний отказался и виновным себя не признал. В начале сентября 1939 года постановлением Особого отдела Главного управления государственной безопасности НКВД СССР дело по обвинению В.Д. Цветаева было прекращено за недоказанностью обвинения, 9 сентября 1939 года он был освобождён.
На следующий день после освобождения обратился к руководству Наркомата обороны СССР с требованием восстановить его в Красной Армии. Что и было сделано.
С сентября 1939 года — старший преподаватель, а с января 1941 года — начальник кафедры общей тактики в Военной академии имени М. В. Фрунзе.

## Великая Отечественная война
В Великую Отечественную войну в июле 1941 года генерал-лейтенант В. Д. Цветаев назначен командующим оперативной группой войск 7-й армии Северного фронта, которая оборонялась против финских войск в Карелии. В первой половине 1942 года — заместитель командующего 4-й армией Волховского фронта. С июля 1942 — командующий 10-й резервной армией. В 1943 году вторично вступил в ВКП(б).
6 декабря 1942 года назначен заместителем командующего, а с 26 декабря 1942 по май 1944 года — командующий 5-й ударной армией. Под его командованием армия сражалась на Сталинградском, Юго-Западном, Южном, 4-м Украинском, 3-м Украинском фронтах. С мая по сентябрь 1944 года — заместитель командующего 1-м Белорусским фронтом. В сентябре 1944 года — командующий 6-й армией (находилась в резерве Ставки ВГК). С сентября 1944 года до конца войны — командующий 33-й армией на 1-м Белорусским фронте.
Войска под командованием В. Д. Цветаева принимали участие в Сталинградской битве, в Ростовской, Миусской, Донбасской, Мелитопольской, Никопольско-Криворожской, Березнеговато-Снигирёвской, Одесской, Висло-Одерской наступательной и Берлинской наступательной операциях.
Особо генерал-полковник В. Д. Цветаев отличился в ходе Висло-Одерской наступательной операции. Возглавляемая им армия быстро прорвала несколько полос многоэшелонированной обороны противника, созданную против Пулавского плацдарма. Совместно с 69-й армией 33-я армия разбила крупную немецкую группировку в районе городов Радом и Томашув, освободив эти города. Затем армия развернула наступление на запад, прошла через всю Польшу и вышла на реку Одер. Армия форсировала реку и захватила плацдарм. При этом армия освободила города Калиш, Шрем, Швибус и свыше 800 иных населённых пунктов. В январе 1945 года войска армии уничтожили и захватили свыше 60 000 солдат и офицеров, 186 танков и штурмовых орудий, 1 184 артиллерийских орудий, много иного военного имущества.
За умелое руководство войсками, проявленные при этом мужество и самоотверженность Указом Президиума Верховного Совета СССР от 6 апреля 1945 года генерал-полковнику Цветаеву Вячеславу Дмитриевичу присвоено звание Героя Советского Союза с вручением ордена Ленина и медали «Золотая Звезда».
После войны, в июле 1945 года, В. Д. Цветаев назначен заместителем главнокомандующего, а в январе 1947 года — главнокомандующим Южной группой войск. С января 1948 года — начальник Военной академии имени М. В. Фрунзе.
Скончался 11 августа 1950 года. Похоронен в Москве на Новодевичьем кладбище.

## Воинские звания
- прапорщик (01.05.1916)
- подпоручик (06.12.1916)
- поручик (1917)
- комдив (05.12.1935),
- генерал-лейтенант (04.06.1940),
- генерал-полковник (18.09.1943).

## Награды

### Награды Российской империи
- орден Святого Станислава 3-й степени с мечами и бантом;
- орден Святой Анны 4-й степени.[4]

### Награды СССР
- Медаль «Золотая Звезда» Героя Советского Союза № 7416 (06.04.1945);
- два ордена Ленина (21.02.1945, 06.04.1945);
- четыре ордена Красного Знамени (08.07.1919, 26.11.1930[5], 03.11.1944, 1948);
- три ордена Суворова I-й степени (14.02.1943, 02.09.1944, 29.05.1945);
- орден Кутузова I-й степени (17.09.1943);
- орден Богдана Хмельницкого I-й степени (19.03.1944);
- Орден Красной Звезды;
- ряд медалей СССР.

### Иностранные награды
- Командорский крест ордена Возрождения Польши (Польша)[6];
- Серебряный крест ордена «Виртути Милитари» (Польша);
- Орден «Крест Грюнвальда» 3-й степени (Польша);
- Медаль «За Варшаву 1939—1945» (Польша);
- Медаль «За Одру, Ниссу, Балтик» (Польша);
- орден «Легион почёта» степени командора (США)

## Память
- В честь Вячеслава Дмитриевича Цветаева Орле названа улица.
- В Туле установлена мемориальная доска в его честь.

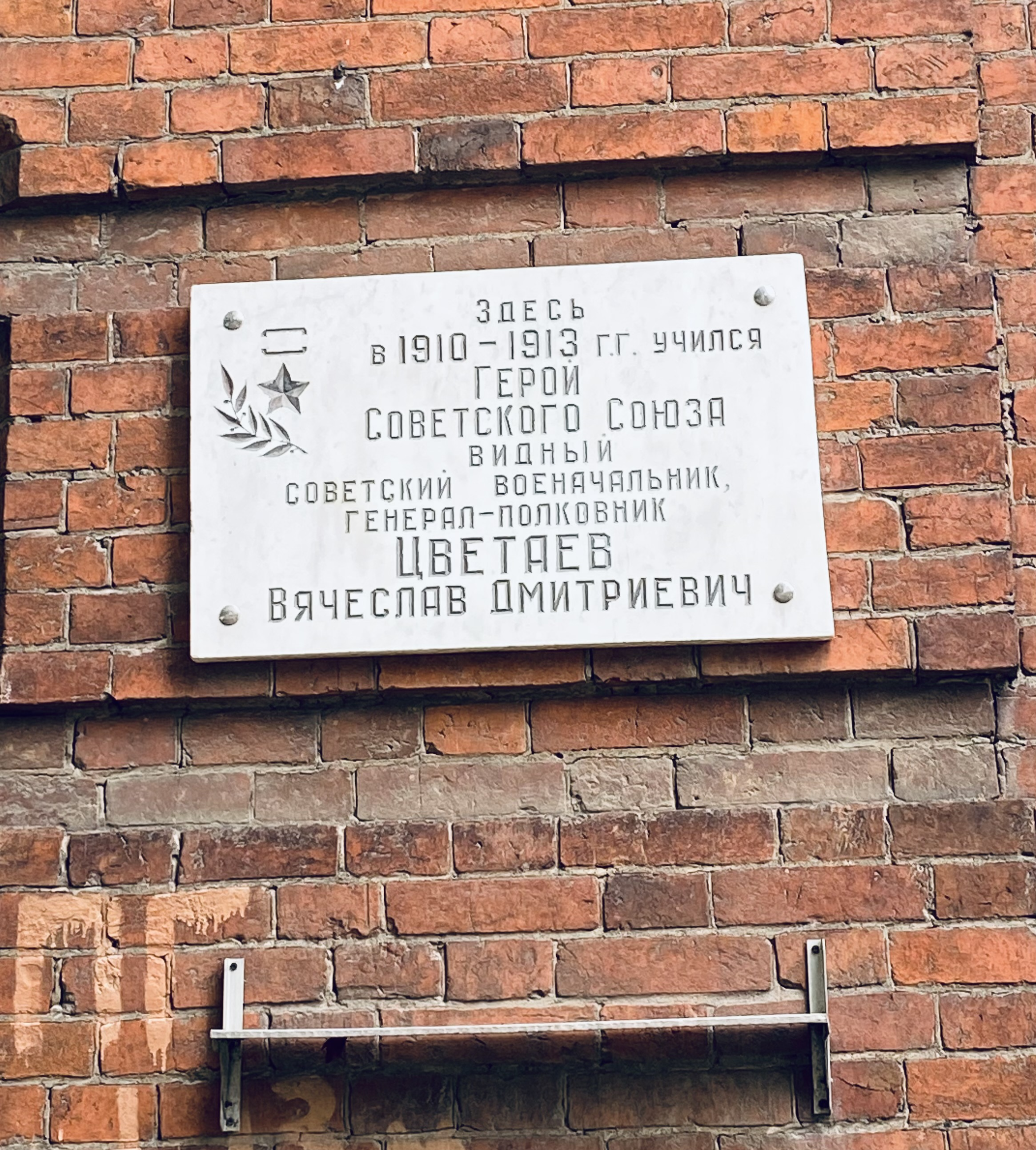
Мемориальная доска на фасаде Тульского механического техникума им.С.И.Мосина

- В Малоархангельске установлен бюст В. Д. Цветаева.
- В Николаеве в честь Д. Цветаева названа улица.